# 乐余镇
乐余镇，是中华人民共和国江苏省苏州市张家港市下辖的一个乡镇级行政单位。境内有一个类似乡级单位——张家港市市稻麦良种场（原四一农场）。

## 行政区划
乐余镇下辖以下地区：
乐余社区、兆丰社区、东沙社区、乐余村、乐西村、永利村、永乐村、庙港村、扶海村、向群村、双桥村、闸西村、登全村、东兴村、齐心村、常丰村、庆丰村、联丰村、红闸村、红星村、红联村、东林村、东沙村、东风村和东联村。